# ディアトロフ峠事件
座標: 北緯61度45分17秒 東経59度27分46秒 / 北緯61.75472度 東経59.46278度
ディアトロフ峠事件（ディアトロフとうげじけん）とは、1959年2月2日の夜、ソビエト連邦のウラル山脈北部で雪山登山をしていた男女9人が不可解な死を遂げたことで知られる事件である。

## 概説
事件は、ホラート・シャフイル山（Kholat Syakhl、Холат-Сяхыл、マンシ語で「死の山」の意）の東斜面で起こった。事件があった峠は一行のリーダーであったイーゴリ・ディアトロフ（ディヤトロフ、ジャートロフ、ジャトロフ、Игорь Дятлов）の名前から、ディアトロフ峠（ジャートロフ峠、ジャトロフ峠、Перевал Дятлова）と呼ばれるようになった。
当時の調査では、一行は摂氏マイナス30度の極寒の中、テントを内側から引き裂いて裸足で外に飛び出した（矛盾脱衣）とされた。遺体には争った形跡はなかったが、2体に頭蓋骨骨折が見られ、別の2体は肋骨を損傷、1体は眼球および舌を失っていた。さらに何人かの犠牲者の衣服から、高い線量の放射性物質が検出された。
事件は人里から隔絶した山奥で発生し生還者も存在しないため、いまだに全容が解明されず、不明な点が残されている。当時のソ連の捜査当局は「抗いがたい自然の力」によって9人が死に至ったとし、事件後3年間にわたって、スキー客や探検家などが事件の発生した地域へ立ち入ることを禁じた。
ソ連を引き継いだロシア連邦の最高検察庁は2020年7月13日、雪崩が原因との見解を示した。

## 事件発生まで

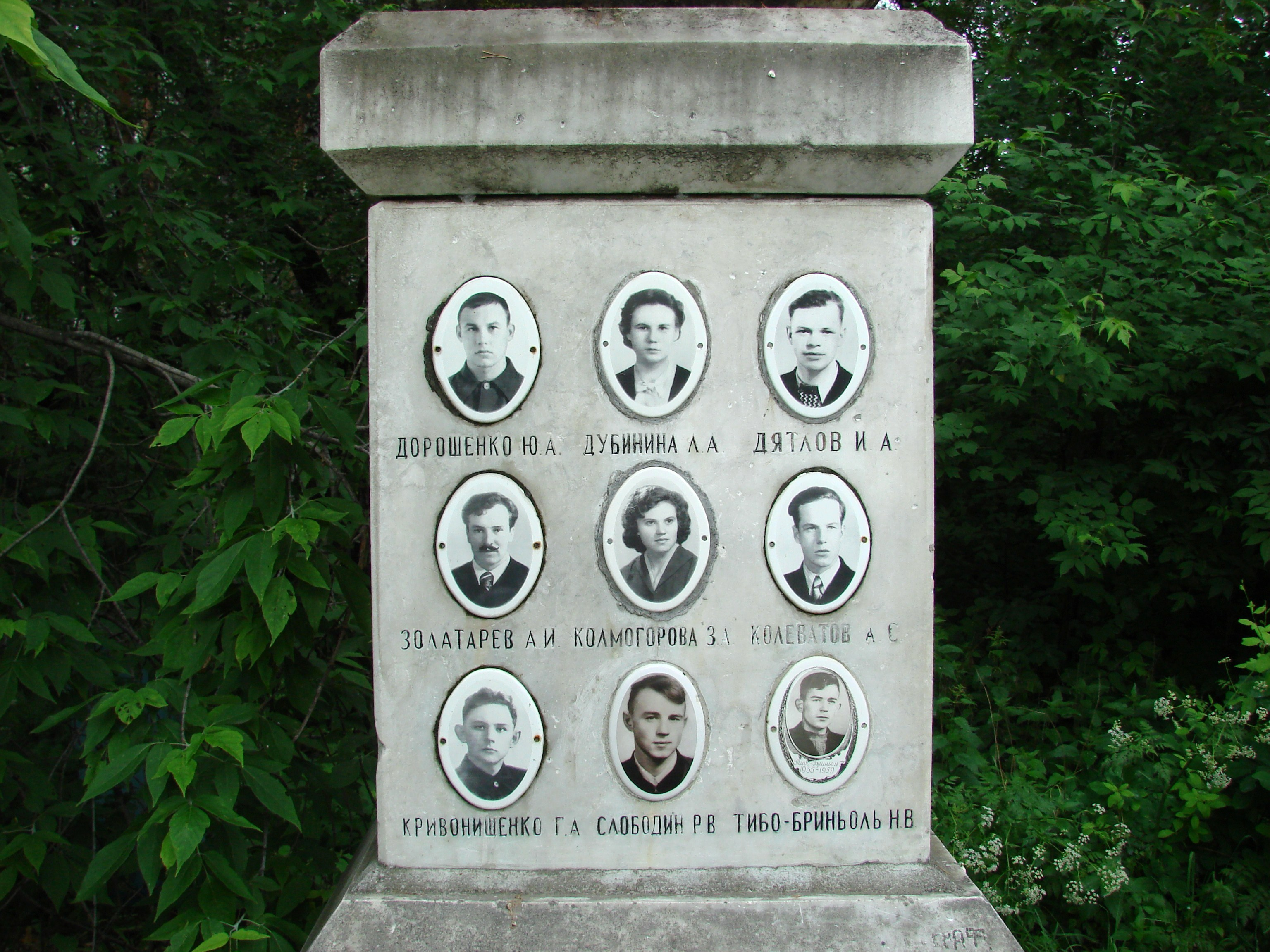
ディアトロフ峠事件の犠牲者の慰霊碑

一行は男性8名女性2名からなり、スヴェルドロフスク州内のウラル山脈北部においてスキーでのトレッキングを計画していた。グループの多くはウラル科学技術学校 (Уральский Политехнический Институт, УПИ)、現在のウラル工科大学の学生か卒業生だった。メンバーは次の通りである。
1. イーゴリ・アレクセーエヴィチ・ディアトロフ (Игорь Алексеевич Дятлов)、一行のリーダー、1936年1月13日[5]生まれ。
2. ジナイダ・アレクセーエヴナ・コルモゴロワ (Зинаида Алексеевна Колмогорова)、1937年1月12日[5]生まれ。
3. リュドミラ・アレクサンドロヴナ・ドゥビニナ (Людмила Александровна Дубинина)、1938年5月12日[5]生まれ。
4. アレクサンドル・セルゲーエヴィチ・コレヴァトフ (Александр Сергеевич Колеватов)、1934年11月16日生まれ。
5. ルステム・ウラジーミロヴィチ・スロボディン (Рустем Владимирович Слободин)、1936年1月11日[5]生まれ。
6. ユーリー（ゲオルギー）・アレクセーエヴィチ・クリヴォニシチェンコ(Юрий (Георгий) Алексеевич Кривонищенко)、1935年2月7日[5]生まれ。
7. ユーリー・ニコラエヴィチ・ドロシェンコ (Юрий Николаевич Дорошенко、1938年1月29日[5]生まれ。
8. ニコライ・ウラジーミロヴィチ・チボ＝ブリニョーリ (Николай Владимирович Тибо-Бриньоль)、1935年7月5日生まれ。
9. セミョーン(アレクサンドル)・アレクサンドロヴィチ・ゾロタリョフ (Семен (Александр) Александрович Золотарёв)、1921年2月2日[5]生まれ。
10. ユーリー・エフィモヴィチ・ユーディン (Юрий Ефимович Юдин)、1937年7月19日[5]生まれ、2013年4月27日没[6]。

一行の最終目的地は、事件発生現場から北に約10キロメートルのオトルテン山に設定されていた。そのルートは、事件当時の季節においては踏破難易度がきわめて高いと推定されたが、最上位のトレッキング資格を取得するために難易度の高い山行に挑む必要があった。一行の全員が長距離スキー旅行や山岳遠征の経験を有しており、この探検計画に表立って反対するものはいなかった。
1月25日、スヴェルドロフスク州北部の中心地イヴデリに一行の乗った列車が到着した。彼らはバスに乗って、イヴデリから約80キロメートル北方にある最後の有人集落、ヴィジャイに到着した。ヴィジャイで1泊した後、トラックで第41区の伐採者居住地へ向かい、1泊した。そして1月27日、いよいよオトルテン山へ向け出発した。しかし翌日、ユーリー・ユーディンが持病のリウマチの悪化から離脱し、一行は9人になった。
ユーディンと別れたあと、生前の一行と遭遇した人間は現在に至るまで見つかっていない。ここから先の一行の行動は、最後のキャンプ地で発見された日記やカメラに撮影された写真などを材料に推定されたものである。1月31日、未開の原生林を北西方向に進んできた一行はオトルテン山麓に到達し、本格的な登山準備に入る一方で、下山までに必要と思われる食料や物資を取り分け、余剰分は帰路に備えて残置した。翌2月1日、一行はオトルテン山へ続く渓谷へと分け入った。適した場所で渓谷を北に越え、そこでテントを張ろうとしていたようだが、悪天候と吹雪による視界の減少によって方向を見失い、西に道を逸れてオトルテン山の南側にあるホラート・シャフイル山へ登り始めてしまった。
彼らはやがて誤りに気づいたが、1.5キロメートルほど下方の森林地帯に入って風雪を凌ぐのではなく、何の遮蔽物もない山の斜面にキャンプを設営することにした。木々の中でのキャンプ設営は容易だが、難ルートを踏破しトレッキング第3級の条件を満たす斜面での設営に決めたともされている。たった1人の生存者であるユーリー・ユーディンは一行の行動について「ディアトロフはすでに登った地点から降りることを嫌ったか、この際山の斜面でのキャンプ経験を積むことに決めたのではないか」と推測している。

## 捜索と発見
一行が登山を終えてヴィジャイに戻り次第、ディアトロフが速やかに彼のスポーツクラブ宛に電報を送ることになっており、予定では2月12日にヴィジャイに戻ることになっていた。しかし、事前にディアトロフがユーディンにもう少し遠征が長引くかもしれないと話していたこともあり、2月12日が過ぎて連絡がなかったにもかかわらず、誰もこのことに特に反応しなかった。こうした遠征では数日の遅れはつきものだったためである。2月20日になってようやく、一行の親族たちの要請で、ウラル科学技術学校は捜索隊を組織し、航空機による捜索を開始した。同日、イヴデリ検察局は犯罪捜査を開始した。2月22日に大学から追加の捜索隊が派遣された。以降ボランティアも加わり地上と空から捜索が行われた。
2月26日、捜索隊がホラート・シャフイル山で、ひどく損傷して放棄されたテントを発見した。テントを発見した学生、ミハイル・シャラヴィンは「テントは半分に引き裂かれ、雪に覆われていました。中には誰もおらず、荷物はテントに置き去りにされていました」と述べている。調べによると、テントは内側から切り裂かれていた。9組の足跡が、渓谷の方向へ続いていたが、800メートル進んだところで雪に覆われて見えなくなった。捜索隊は渓谷のはずれの大きなヒマラヤスギの下で焚き火の跡を発見し、雪に埋もれたユーリー・クリヴォニシェンコと、ユーリー・ニコラエヴィチの遺体を発見した。木の枝が5メートルの高さまで折られていたことは、彼らのうちの1人が木の上に登って、何か（おそらくテント）を探していたことを示すものだった。捜索隊はさらにヒマラヤスギとキャンプの間で、ディアトロフ、ジナイダ・コルモゴロワ、そしてルステム・スロボディンの3人の遺体を発見した。遺体はそれぞれ木から300メートル、480メートル、630メートル離れた位置で別々に見つかり、その姿勢は彼らがテントに戻ろうとしていた状態で亡くなったことを示唆していた。
残り4人の遺体を探すのにはさらに2か月を要した。残りの遺体は、ヒマラヤスギの木からさらに森に75メートル分け入った先にある渓谷の中で、4メートルの深さの雪の下から発見された。4人はほかの遺体よりまともな服装をしており、これはどうやら最初に亡くなったメンバーが、自分たちの服を残りの者たちに譲ったらしいことを示していた。ゾロタリョフはドゥビニナの人工毛皮のコートと帽子を被っており、同時にドゥビニナの足にはクリヴォニシェンコのウールのズボンの切れ端が巻かれていた。

## 捜査

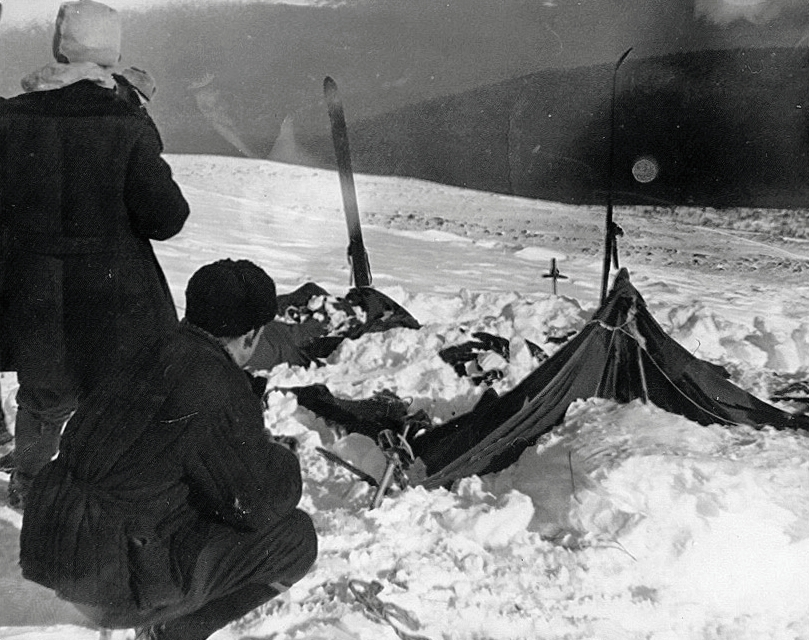
1959年2月26日、救助隊が発見したテントの光景。テントは内側から切開されており、一行のメンバーたちは靴下や裸足でテントから逃げ出していた。

最初の5人の遺体は3月4日、3月11日に検視解剖され、5人は死に直接結びつく怪我は負っておらず、5人全員の死因が低体温症であることが判明した。スロボディンは頭蓋骨に小さな亀裂を負っていたが、これが致命傷になったとは考えられなかった。
5月に発見された4人の遺体の検死は事情が違った。彼らのうち3人が致命傷を負っていたのである。チボ＝ブリニョールの遺体は頭部に大きな怪我を負っており、ドゥビニナとゾロタリョフの両名は肋骨をひどく骨折していた。ボリス・ヴォズロジデンヌイ博士 (Dr. Boris Vozrozhdenny) は、このような損傷を引き起こす力は非常に強いものであり、交通事故の衝撃に匹敵するとしている。特筆すべきは、遺体は外傷を負っておらず、あたかも非常に高い圧力を加えられたかのようであったことと、ドゥビニナが舌を失っていたことであった。当初、先住民のマンシ人が、彼らの土地に侵入した一行を襲撃して殺害したのではないかとする憶測も流れたが、現場に一行の足跡しか残っておらず、至近距離で争った形跡がないという状況から、この説は否定された。
気温が摂氏マイナス25度から30度ときわめて低く、嵐が吹き荒れていたにもかかわらず、遺体は薄着だった。彼らの内の何人かは片方しか靴を履いておらず、同時にその他の者は靴を履いていなかったか、靴下しか履いていなかった。何人かの足は、先に亡くなった者の衣服を引き裂いたらしい衣服の切れ端で巻かれていた。低体温症による死亡のうち、20%から50%はいわゆる矛盾脱衣と関連があり、これは通常、人が失見当識状態や混乱状態、好戦的な状態に陥るような中程度から重度の低体温症のときに起こる。おそらくこれが彼らが服を脱いだ理由であり、服を脱げば脱ぐほど、身体から熱を失う速度は早まったのだろうと考えられる。

### 事件の原因
超常現象から軍の秘密兵器実験に至るまで（後述）、事件をさまざまな原因と結びつけようとする説が持ち上がったが、中でも有力な説明のひとつとみなされているのが雪崩である。
この説に基づくシナリオのひとつは、押し寄せてきた雪が夜のうちにテントを潰し、メンバーはパニックに陥ったというものである。一行はテントを切り裂いて逃げ出したが、靴や余分な衣服を雪崩で失ってしまった。氷点下の中で湿った雪に覆われると、15分以内に極度の疲労や低体温症による意識喪失が起こり、生存に関わる危機を招く。チボ＝ブリニョール、ドゥビニナ、ゾロタリョフ、そしてコレヴァトフは、自分たちが人里離れた場所にいるにもかかわらず、助けを求めて移動し、渓谷に滑落した。彼らのうち3人の遺体がひどい骨折を負っており、かつ彼らが渓谷の中で4メートルの深さのところに横たわっていたのも、彼らが滑落したことの証左とみなしうる。
一方で、雪崩は傾斜30度以上で発生することが多く、この一帯は傾斜15度で雪崩の起こりやすい地域ではないという主張はある。捜査当局がキャンプ地から続く足跡を見たことは、雪崩説を否定する根拠になる。さらに彼らから放射線が検出された謎や、遺体から眼球や舌が喪失していた点も雪崩だけでは解明できない。
ジャーナリストらは、入手可能な死因審問の資料の一部が、次のような内容であると報告している。
- 一行のメンバーのうち、6人は低体温症で死亡し、3人は致命的な怪我を負って死亡した。
- 9人以外に、ホラート・シャフイル山にほかの者がいた様子も、その周辺地域に誰かがいた様子もなかった。
- テントは内側から切り開かれていた。
- 一行は、最後に食事を摂ってから6 - 8時間後に死亡した。
- キャンプに残された痕跡は、彼らが自ら進んで徒歩でテントから離れたことを示していた。
- 先住民のマンシ人が一行を襲撃したという説を払拭するために、ボリス・ヴォズロジデニヤ博士は、3人の遺体が負った致命傷はほかの人間によるものではないとし、「非常に強い衝撃によるものであり、（その証拠に）遺体の軟部組織は何ら損傷を受けていなかった」と述べた[1]。
- 何人かの犠牲者の衣服に、高い線量の放射能汚染が認められた[1]。
- 発表された資料には、メンバーの内臓器官の状態に関する情報が含まれていない。

当局の最終的な調査結果は、全員が「抗いがたい自然の力」によって死亡したというものであった。死因審問は1959年5月に公式に終了し、「犯人はいない」と結論した。資料は機密文書保管庫に送られ、1990年代になってようやくコピーが公開されるようになったが、いくつかの資料が失われていた。

#### 事件を巡る議論
研究者の中には、捜査当局が以下のような事実を見落としたか、意図的に無視したと主張している者もいる。
- のちにエカテリンブルクに拠点を置くディアトロフ財団（下記参照）の理事長となる、当時12歳のユーリー・クンツェヴィチ (Юрий Кунцевич) は、一行のメンバーたちの葬式に出席しており、彼らの肌の色が「濃い茶褐色」になっていたと回想している[1]。
- いくつかのメンバーたちの衣類（ズボン2着とセーター）が高い線量の放射能で汚染されていた。
- 事件のあった夜、事件の発生地点から南に50キロ離れた場所にいた別のトレッキング客の一行が、北（おそらく、ホラート・シャフイル山の方角）の夜空に奇妙なオレンジ色の光球を目撃したと報告している[1]。同様の「光球」は、1959年2月から3月にかけて、イヴデリとその隣接する地域で、それぞれ無関係の目撃者（気象・軍関係者を含む）によって目撃されている[1]。これらは後に、R-7大陸間弾道ミサイルを発射した光であったことが、エフゲニー・ブヤノフ (Евгений Буянов) によって証明されている[34]。
- 一部の報告は、軍がこの地域を（何らかの目的で）密かに利用し、そのことの隠蔽に取り組んできたのではないかという憶測につながる大量の金属くずが、この地域に置かれていたことを示唆している。
- ディアトロフ一行の最後のキャンプ地は、バイコヌール宇宙基地（ここから、R-7大陸間弾道ミサイルの試験発射が何度か行われた）から、ノヴァヤゼムリャのチェルナヤ・グバ（ソビエト連邦内の主要な核実験場だった）に直接通じる道の途上に位置していた。
- テント内に残されたカメラのフィルムが現像された。彼らの姿を映したものが多数を占めたが、最後の1枚が判別不可能ながら「光体」のようなものであった[35]。
- アメリカのドキュメンタリー映画監督ドニー・アイカー（英語版）の取材に対し、アメリカ海洋大気庁で超低周波音研究グループのリーダーを務めていたベダード博士は、現場のドーム状かつ左右対称の地形はヘアピン渦（カルマン渦）現象が起こるには理想的な環境であり、繰り返し起こったカルマン渦による轟音や振動と超低周波音に晒されて一行がパニックに陥りキャンプを飛び出し、凍死や転落死に至ったのではないかと推測しており、これはアイカーの著作『死に山』において発表された[36]。放射線についてアイカーは、通常の2倍程度なら1400キロメートル北にある核実験場の影響でもあり得ること、また日焼けについても長時間雪原で日光に晒されていれば起こり得ると結論づけている[36]。同著にて、犠牲者の眼球や舌の喪失は、野生動物による捕食や、水に浸かっていたことによる腐敗に起因するものだと推測されていた[37]。

## その後
1967年、スヴェルドロフスク州の著述家でジャーナリストのユーリー・ヤロヴォイ (Юрий Яровой) は、この事件にインスピレーションを受けた小説『最高次の複雑性 (Of the highest rank of complexity, Высшей категории трудности)』を出版した。ヤロヴォイはディアトロフ一行の捜索活動や、捜査の初期段階において公式カメラマンとして関与しており、事件に対する見識を有していた。小説は事件の詳細が秘匿されていたソビエト時代に書かれ、ヤロヴォイは当局の公式見解以外のことや、当時すでに広く知られていた事実以外のことを書くことは避けた。小説は現実の事件と比較すると美化されており、一行のリーダーだけが死亡する結末など、よりハッピーエンドになるよう書かれている。ヤロヴォイの知人によると、彼はこの小説の別バージョンをいくつか書いたようであるが、いずれも検閲で出版を拒否された。1980年に彼が亡くなって以降、彼の持っていた写真や原稿などの資料はすべて失われてしまった。
1990年になると、事件の詳細の一部が出版物やスヴェルドロフスク州の地元メディアで公にされるようになった。そうした最初の出版物の著者の1人が、アナトリー・グシチン (Анатолий Гущин) である。グシチンは、死因審問のオリジナルの資料を調査し出版物に使うことに、警察当局が特別許可を出したと報告している。彼は、事件の物品目録の中で言及されていた謎の「エンベロープ (envelope)」などに関する多数のページが、資料から消されていたことに気づいた。同じころ、いくつかの資料のコピーが、ほかの非公式な研究者の間に出回り始めた。グシチンは、著書『国家機密の価値は、9人の生命 (The Price of State Secrets Is Nine Lives, Цена гостайны – девять жизней)』の中で、調査結果をまとめている。一部の研究者は、この本の内容が「ソビエト軍の秘密兵器実験」説に入れ込み過ぎていると批判したが、本は超常現象への関心を刺激し、公の議論を沸き起こした。実際、30年間口を閉ざしていた人々が、事件に関する新たな事実を報告したのである。
そうした中の1人が、1959年に公式の死因審問を率いていた警察関係者、レフ・イヴァノフ (Лев Иванов) であった。1990年の彼の著書によれば、当時の捜査チームは事件を合理的に説明することができなかったうえ、地域の高級官僚から、死因審問を中止して捜査チームが見た「飛行する球体」に関する資料を機密にするよう、直接指示を受けたというのである。イヴァノフ個人は、何らかの超常現象、具体的に言えばUFOなどが起きたことを信じているという。
2000年、地元テレビ局がドキュメンタリー番組『ディアトロフ峠の謎 (The Mystery of Dyatlov Pass, Тайна Перевала Дятлова)』を制作した。制作にあたっては、エカテリンブルク在住の著述家で、事件をモデルにドキュメンタリー仕立てのフィクション小説を執筆したアンナ・マトヴェーエワ (Анна Матвеева) が協力した。この小説の大部分は、事件の公式資料や犠牲者たちの日記、捜索に携わった者のインタビューや、映画製作者が集めた資料の引用から成っており、おおまかなあらすじは事件を解明しようと試みる現代に暮らすある女性（著者自身の分身）の、日常と考えを追うといった内容である。フィクション小説であるにもかかわらず、マトヴェーエワの著書は、公表されてきた情報源の中で最大級のものとして扱われている。また、事件の資料やその他の文書の写しが、熱心な研究者に向けてWebフォーラムで徐々に公開されはじめている。
エカテリンブルクでは、ユーリー・クンツェヴィチによってディアトロフ財団が、ウラル工科大学の助けを借りて設立された。財団の目的は、ロシア当局に対して事件の再調査を開始するよう求めることと、亡くなった者たちの記憶を保存するディアトロフ記念館を維持することである。
遺族からの要請を受け、ロシア検察は2018年に事件の再調査を開始。2020年7月13日、ロシア検察は被害者の死亡は雪崩によるものとの見解を発表した。一方で遺族らで結成された民間団体の弁護士は、遺族はこの結論には納得しておらず、人為的な要因であろうと推測し、検察の結論には同意しなかった。
2021年1月28日には、チューリッヒ工科大学とスイス連邦工科大学ローザンヌ校のアレクサンダー・プズリンとヨハン・ガウメが、小規模な表層雪崩が事件の原因とする論文を発表した。この研究には、『アナと雪の女王』で使用されたCGアニメーション技術を基にしたシミュレーション映像や1970年代にゼネラル・モーターズが行ったシートベルト開発研究が利用されている。この研究によれば、現場では雪崩が起きるに十分な環境が揃っており、僅か幅５メートルほどの雪塊でも9人全員を絶命し得ることが指摘された。また、高濃度の放射線はランタン用のトリウムに由来する可能性、眼球や舌の無くなった遺体は野生動物の食害による可能性が指摘されている。

## 事件を扱った作品

### ノンフィクション
- Donnie Eichar "Dead Mountain: The Untold True Story of the Dyatlov Pass Incident"  Chronicle Books, 2014年10月 ISBN 978-1452140032
  - 『死に山: 世界一不気味な遭難事故《ディアトロフ峠事件》の真相』ドニー・アイカー著、安原和見訳、河出書房新社、2018年8月 ISBN 978-4309207445

### 小説
- アレック・ネヴァラ＝リー (Alec Nevala-Lee) の2012年の小説『City of Exiles』の中では、事件が重要な位置を占めているという設定である[44]。
- ギリシャの小説家 Panayiotis Panagopoulos は、事件の舞台をオリンポス山の斜面に移した小説『To Perasma tou Ignatiou（イグナティウス峠）』を執筆した[45]。

### テレビ番組・映画・ゲーム
- ディアトロフ峠の謎 Тайна перевала Дятлова: 2000年、TAU（ウラル・テレビジョン・エージェンシー）(ТАУ – Телевизионное Агентство Урала, 2000г.)。
- 『古代の宇宙人』（シーズン3、第10話: "Aliens and Evil Places"）、ヒストリー・チャンネル
- テレビ番組『ダーク・マターズ: ツイステッド・バット・トゥルー（英語版）』の2012年8月25日放送のエピソード "Cold War, Cold Case" の中で、事件について触れられている[要出典]。
- ロシアのトークショー番組 "Let Them Talk" の2013年春の2時間スペシャルで、事件が特集された。
- 映画『ディアトロフ・インシデント』、レニー・ハーリン監督作品。2013年2月28日公開[46]。
- 『ホラート -ディアトロフ峠の惨劇-』：事件をベースに作られたアドベンチャーゲーム（PlayStation 4、Nintendo Switch向け）。プレイヤーは不気味な雪山を探索しながら点在するメモを拾い集め、物語の謎に挑む。
- ドキュメンタリー系バラエティ番組『奇跡体験!アンビリバボー「謎を解け！真冬のミステリー2時間スペシャル 真冬のミステリースペシャル ディアトロフ峠事件60年目の真実」』（フジテレビ系列 / 2018年12月6日放送）[47]
- 『ダークサイドミステリー 「緊急報告！"死の山"ディアトロフ峠事件」』（NHK BSプレミアム / 2019年8月29日放送）[48]